# 天長六本宗書
天長六本宗書（てんちょうろくほんしゅうしょ）は、淳和天皇の命によって天長7年（830年）に三論・法相・華厳・律・天台・真言の6宗から出された、各宗の教義解説書。天長勅撰六本宗書ともいう。
各宗派の書名と著者は以下の通り。
- 三論宗 - 玄叡『大乗三論大義抄』
- 法相宗 - 護命『大乗法相研神章』
- 華厳宗 - 普機『華厳宗一乗開心論』
- 律宗 - 豊安『戒律伝来宗旨問答』
- 天台宗 - 義真『天台法華宗義集』
- 真言宗 - 空海『秘密曼荼羅十住心論』